# Гуннар Зауер
Гуннар Зауер (нім. Gunnar Sauer; 11 червня 1964, Куксгафен, Нижня Саксонія) — німецький футболіст, грав на позиції захисника, найбільш відомий за виступами за «Вердер».

## Клубна кар'єра
Гуннар Зауер народився в Куксхафені. Більшу частину своєї футбольної кар'єри провів «Вердер» на позиції захисника. Піком його кар'єри вважають період 1986—1991 років.
Він зробив великий внесок у чемпіонство «Вердера» в сезоні Бундесліги 1987-88, командуючи «ймовірно, найкращою обороною клубу», яка пропустила лише 22 голи.
З 1991 року травми виводили Зауера з ладу на довгі періоди, і він в основному використовувався як запасний, провівши лише 17 матчів у Бундеслізі за бременський «Вердер».
1996 року перебрався до берлінської «Герти», якій допоміг піднятися до Бундесліги. Після Герти грав за "Лейпциг ", трохи пізніше за «Ольденбург». 1999 року завершив кар'єру.

## Виступи за збірну
Викликався до складу збірної ФРН на Чемпіонат Європи з футболу 1988, але жодного разу не виходив на поле. Більше жодного разу не викликався до збірної.
У складі олімпійської збірної ФРН посів 3-е місце на Іграх у Сеулі.

## Титули і досягнення
- Бронзовий призер олімпійських ігор: 1988
- Чемпіон Німеччини (2): 1987/88, 1992/93
- Володар Кубка Німеччини (2): 1990/91, 1993/94
- Фіналіст Кубка Німеччини: 1988/89, 1989/90
- Володар Кубка кубків: 1991/92